# Teuthowenia pellucida
A Teuthowenia pellucida a fejlábúak (Cephalopoda) osztályának a kalmárok (Teuthida) rendjébe, ezen belül a Cranchiidae családjába tartozó faj.
Ebbe a nembe való besorolása vitatott.

## Előfordulása
A Teuthowenia pellucida előfordulási területe bolygónk déli felén, azaz a déli 40° szélességi kör mentén van. Tehát a Csendes-, az Atlanti- és az Indiai-óceánok déli részein található meg. A fiatalok és a lárvák általában 900 méter mélyen, míg a kifejlett példányok 1600-2400 méteres mélységekben is fellelhetők.
A mélytengeri koboldcápa (Mitsukurina owstoni) egyik fő tápláléka.

## Megjelenése
Ez a kalmárfaj körülbelül 20 centiméter hosszú, testéhez képest óriási szemekkel. Kültakarója alig néhány milliméter vastag és nagyjából áttetsző. A nőstény valamivel nagyobb a hímnél. Tömzsi teste 8 rövid karban és egy pár, hosszabb fogókarban végződik. Az egyetlen látható belső szerve az emésztő mirigye, amely a gerinchúrosok májához hasonlít. Amikor veszélyben érzi magát, nagy mennyiségű vizet szív magába, hogy nagyobbnak nézzen ki. Ha ez nem sikerül akkor tintát bocsát ki magából.
Mint sok más mélytengeri állat, a Teuthowenia pellucida is képes biolumineszcenciára. A kalmár szemén és karjain kis fénykibocsátó szervek, úgynevezett található „fotoforák” vannak. A világítószervek energiáját az adenozin-trifoszfát nevű többfunkciós nukleotid szolgáltatja.

## Szaporodása
A petéket fürtökbe rakja le a tengerfenéken levő kövekre és egyéb tárgyakra. Az újonnan kikelt kalmár hamarosan paralárvává alakul át. A nőstény 150-190 milliméteresen, míg a hím 140 milliméteresen válik ivaréretté. A vemhes nőstények 6000-8000 petét is hordozhatnak, amelyek az áttetsző külső vázon keresztül láthatók. A pete 2 milliméter átmérőjű.

### Fordítás
- Ez a szócikk részben vagy egészben  a   Teuthowenia pellucida című angol Wikipédia-szócikk ezen változatának fordításán alapul.  Az eredeti cikk szerkesztőit annak laptörténete sorolja fel. Ez a jelzés csupán a megfogalmazás eredetét és a szerzői jogokat jelzi, nem szolgál a cikkben szereplő információk forrásmegjelöléseként.